# چارلز فلیشر
چارلز فلایشر (انگلیسی: Charles Fleischer؛ زاده ۲۷ اوت ۱۹۵۰) هنرپیشه و صدا پیشه اهل آمریکا است.
از فیلم‌هایی که وی در آن نقش داشته‌است، می‌توان به زودیاک، کابوس در خیابان الم، بن‌بست، شوالیه شیطان، کنترل زمین و چه کسی برای راجر رابیت پاپوش دوخت؟ اشاره کرد.